# Prunay-Belleville
Pour les articles homonymes, voir Prunay et Belleville.
Prunay-Belleville est une commune française, située dans le département de l'Aube en région Grand Est.

## Géographie
Prunay-Belleville, village de la Champagne crayeuse est situé dans la plaine agricole dite de Marigny-le-Châtel. La commune est constituée de deux anciens hameaux réunis en une seule unité administrative en 1840. Pour fédérer les deux anciens bourgs, le monument aux morts et une croix de chemins ont été érigés dans les champs, le long de la route, face à face entre les deux villages.
Prunay-Belleville est entourée de sept communes :
Toutes ces communes font partie du canton de Marcilly-le-Hayer sauf Villeloup qui relève du canton de Troyes-4.

### Hydrographie
La commune est dans la région hydrographique « la Seine de sa source au confluent de l'Oise (exclu) » au sein du bassin Seine-Normandie. Elle n'est drainée par aucun cours d'eau,.

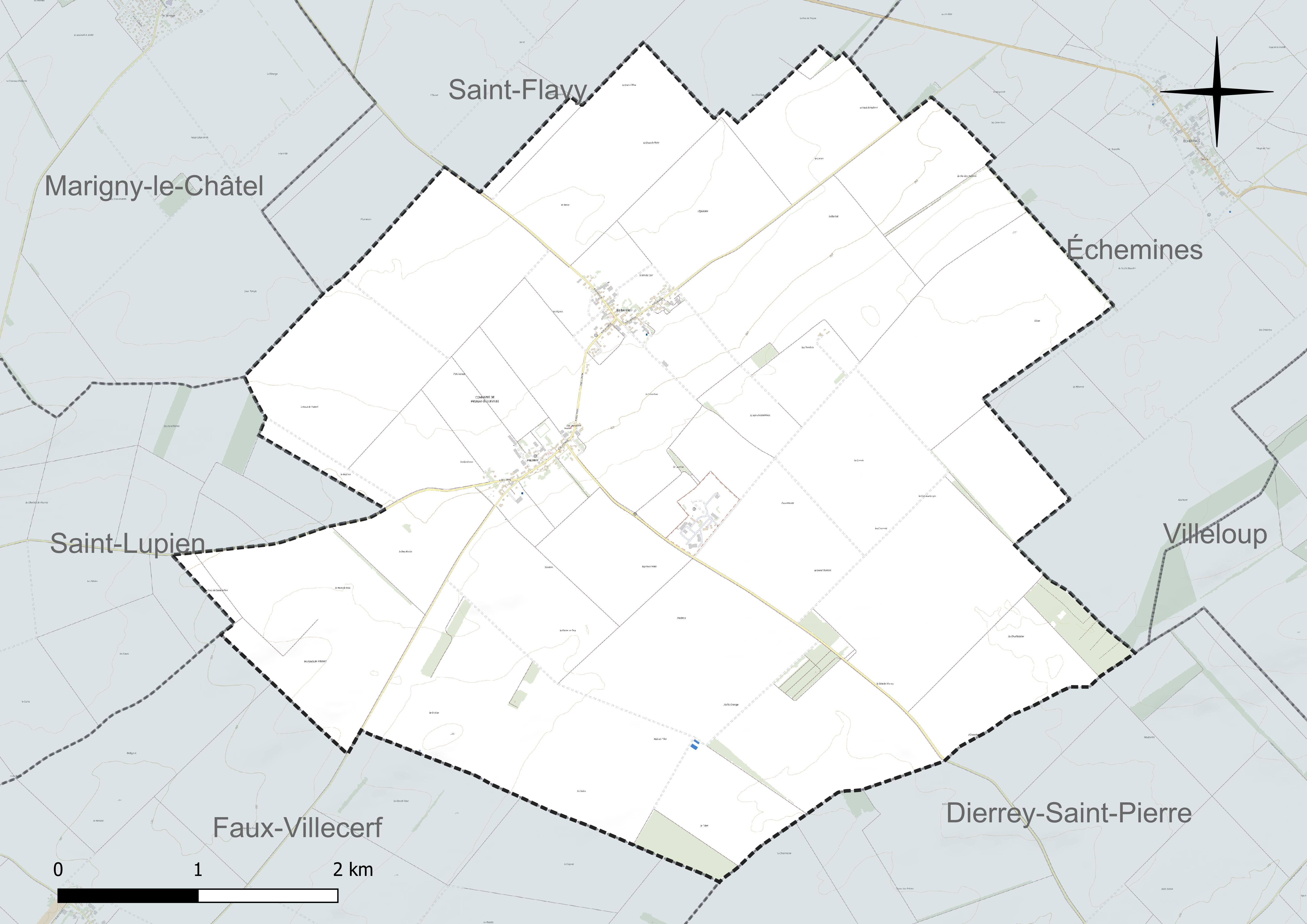
Réseau hydrographique de Prunay-Belleville.

### Climat
Pour des articles plus généraux, voir Climat du Grand Est et Climat de l'Aube.
En 2010, le climat de la commune est de type climat océanique dégradé des plaines du Centre et du Nord, selon une étude du Centre national de la recherche scientifique s'appuyant sur une série de données couvrant la période 1971-2000. En 2020, Météo-France publie une typologie des climats de la France métropolitaine dans laquelle la commune est exposée à un climat océanique altéré et est dans la région climatique Nord-est du bassin Parisien, caractérisée par un ensoleillement médiocre, une pluviométrie moyenne régulièrement répartie au cours de l’année et un hiver froid (3 °C).
Pour la période 1971-2000, la température annuelle moyenne est de 10,3 °C, avec une amplitude thermique annuelle de 15,7 °C. Le cumul annuel moyen de précipitations est de 749 mm, avec 12 jours de précipitations en janvier et 7,8 jours en juillet. Pour la période 1991-2020, la température moyenne annuelle observée sur la station météorologique de Météo-France la plus proche, « Romilly », sur la commune de Romilly-sur-Seine à 17 km à vol d'oiseau, est de 11,2 °C et le cumul annuel moyen de précipitations est de 619,5 mm. 
La température maximale relevée sur cette station est de 42,3 °C, atteinte le 25 juillet 2019 ; la température minimale est de −25,2 °C, atteinte le 6 janvier 1971,,.
Les paramètres climatiques de la commune ont été estimés pour le milieu du siècle (2041-2070) selon différents scénarios d'émission de gaz à effet de serre à partir des nouvelles projections climatiques de référence DRIAS-2020. Ils sont consultables sur un site dédié publié par Météo-France en novembre 2022.

## Urbanisme

### Typologie
Au 1er janvier 2024, Prunay-Belleville est catégorisée commune rurale à habitat dispersé, selon la nouvelle grille communale de densité à 7 niveaux définie par l'Insee en 2022.
Elle est située hors unité urbaine. Par ailleurs la commune fait partie de l'aire d'attraction de Troyes, dont elle est une commune de la couronne,. Cette aire, qui regroupe 209 communes, est catégorisée dans les aires de 200 000 à moins de 700 000 habitants,.

### Occupation des sols
L'occupation des sols de la commune, telle qu'elle ressort de la base de données européenne d’occupation biophysique des sols Corine Land Cover (CLC), est marquée par l'importance des territoires agricoles (97,3 % en 2018), une proportion sensiblement équivalente à celle de 1990 (97,1 %). La répartition détaillée en 2018 est la suivante : 
terres arables (97,3 %), zones urbanisées (2 %), forêts (0,6 %). L'évolution de l’occupation des sols de la commune et de ses infrastructures peut être observée sur les différentes représentations cartographiques du territoire : la carte de Cassini (XVIIIe siècle), la carte d'état-major (1820-1866) et les cartes ou photos aériennes de l'IGN pour la période actuelle (1950 à aujourd'hui).

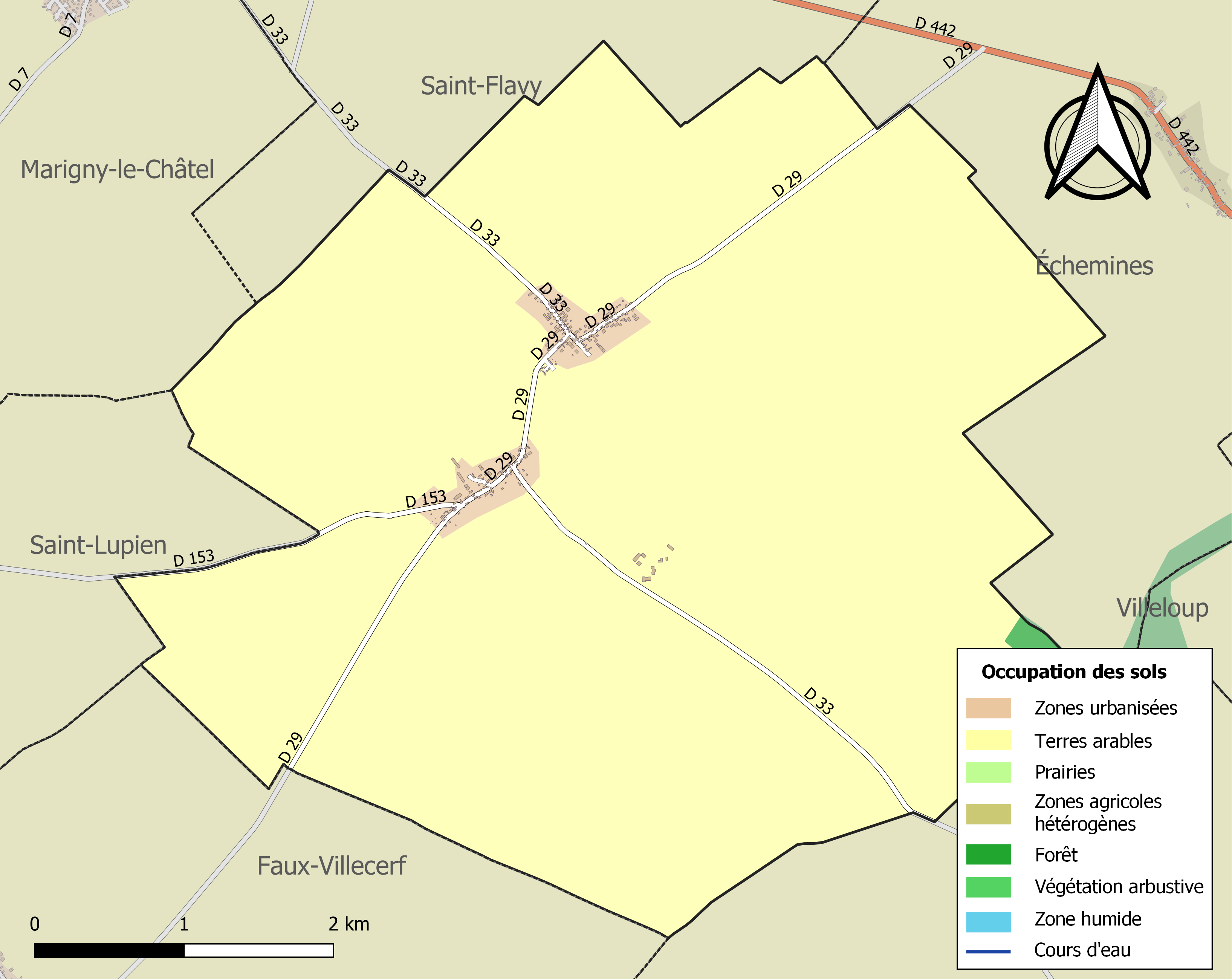
Carte des infrastructures et de l'occupation des sols de la commune en 2018 (CLC).

## Toponymie
Du latin prunus, était planté de pruniers.
Belleville : Il s'agit d'une Bella Villa, un « beau domaine ».

## Histoire
Une ordonnance du 24 juin 1840 a démembré le hameau de Belleville de la commune de Saint-Flavy, et l'a réuni à celle de Prunay. Ce dernier village appartenait autrefois au seigneur de Marigny-le-Châtel. Belleville fut vendu en 1209 par l'ancien prieuré de Villacerf à l'ordre du Temple pour étendre la Commanderie de Payns, auquel succédera la commanderie de Colours de l'ordre de Saint-Jean de Jérusalem.

## Politique et administration
| Période                                  | Période   | Identité                                      | Étiquette | Qualité             |
| ---------------------------------------- | --------- | --------------------------------------------- | --------- | ------------------- |
| mars 2001                                | mars 2008 | M. Patrice Lambrecht                          |           | Exploitant agricole |
| mars 2008                                | mars 2014 | M. Patrice Lambrecht                          |           | Exploitant agricole |
| mars 2014                                | En cours  | M. Denis Pinto Réélu pour le mandat 2020-2026 | DVD       | Employé             |
| Les données manquantes sont à compléter. |           |                                               |           |                     |

## Démographie
L'évolution du nombre d'habitants est connue à travers les recensements de la population effectués dans la commune depuis 1793. Pour les communes de moins de 10 000 habitants, une enquête de recensement portant sur toute la population est réalisée tous les cinq ans, les populations de référence des années intermédiaires étant quant à elles estimées par interpolation ou extrapolation. Pour la commune, le premier recensement exhaustif entrant dans le cadre du nouveau dispositif a été réalisé en 2007.

En 2022, la commune comptait 222 habitants, en évolution de −3,06 % par rapport à 2016 (Aube : +0,7 %, France hors Mayotte : +2,11 %).
| 1793 | 1800 | 1806 | 1821 | 1831 | 1836 | 1841 | 1846 | 1851 |
| ---- | ---- | ---- | ---- | ---- | ---- | ---- | ---- | ---- |
| 175  | 182  | 181  | 139  | 166  | 173  | 292  | 278  | 293  |

| 1856 | 1861 | 1866 | 1872 | 1876 | 1881 | 1886 | 1891 | 1896 |
| ---- | ---- | ---- | ---- | ---- | ---- | ---- | ---- | ---- |
| 304  | 290  | 295  | 278  | 270  | 261  | 247  | 244  | 246  |

| 1901 | 1906 | 1911 | 1921 | 1926 | 1931 | 1936 | 1946 | 1954 |
| ---- | ---- | ---- | ---- | ---- | ---- | ---- | ---- | ---- |
| 242  | 226  | 209  | 208  | 201  | 211  | 191  | 184  | 196  |

| 1962 | 1968 | 1975 | 1982 | 1990 | 1999 | 2006 | 2007 | 2012 |
| ---- | ---- | ---- | ---- | ---- | ---- | ---- | ---- | ---- |
| 228  | 202  | 187  | 192  | 243  | 231  | 229  | 224  | 244  |

| 2017 | 2022 | - | - | - | - | - | - | - |
| ---- | ---- | - | - | - | - | - | - | - |
| 217  | 222  | - | - | - | - | - | - | - |

## Lieux et monuments
Deux églises, une à Prunay dédiée à saint Germain l'Auxerrois, l'autre à Belleville dédiée à sainte Madeleine, remontent toutes les deux au XIIe siècle. Mais celle de Prunay a été fortement remaniée aux XIXe et XXe siècles. Ce dernier bâtiment possède des chapiteaux sculptés par d'Henri Charlier.

Prunay : Église Saint-Germain
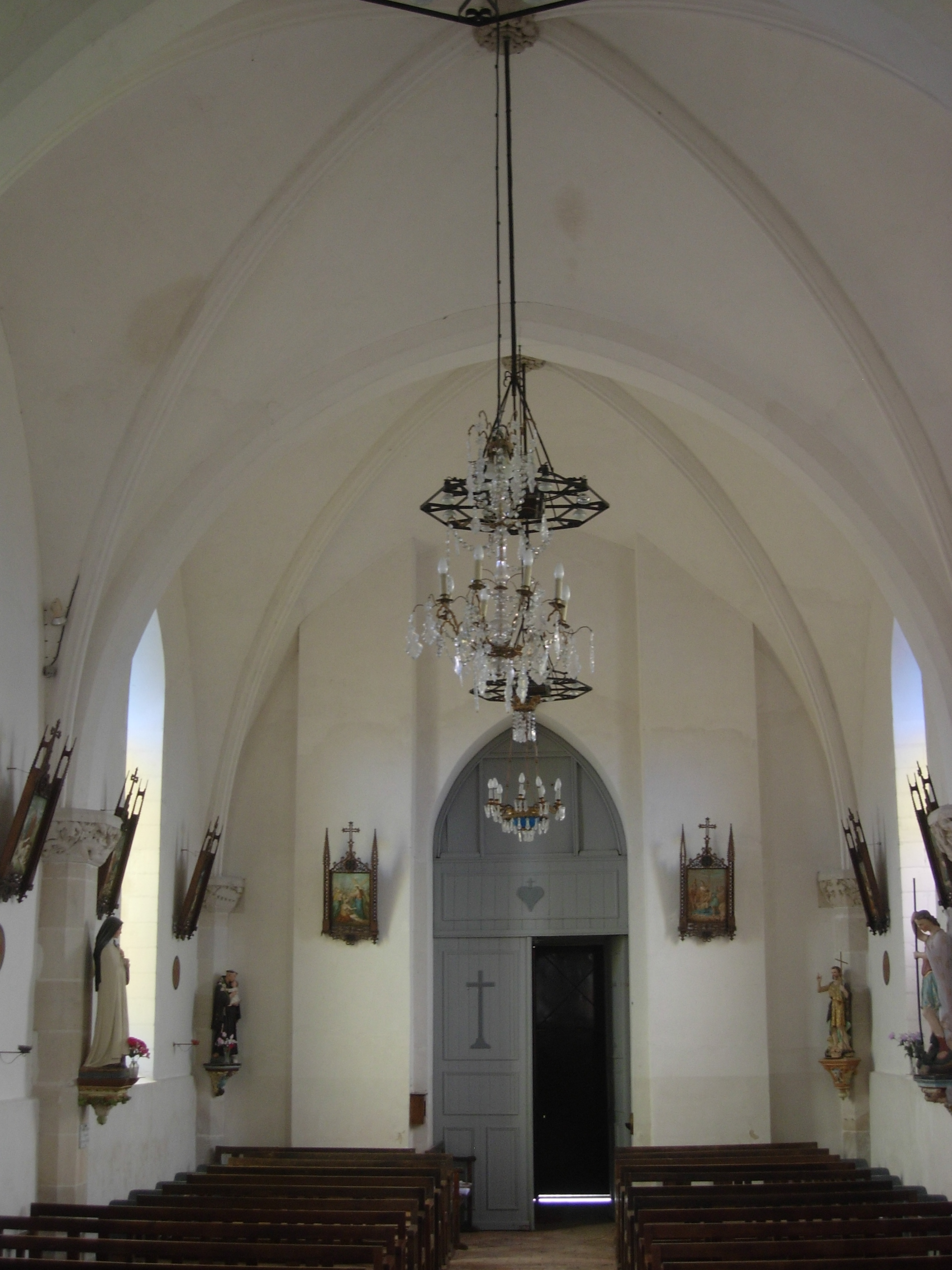
L'église de Prunay dédiée à saint Germain.
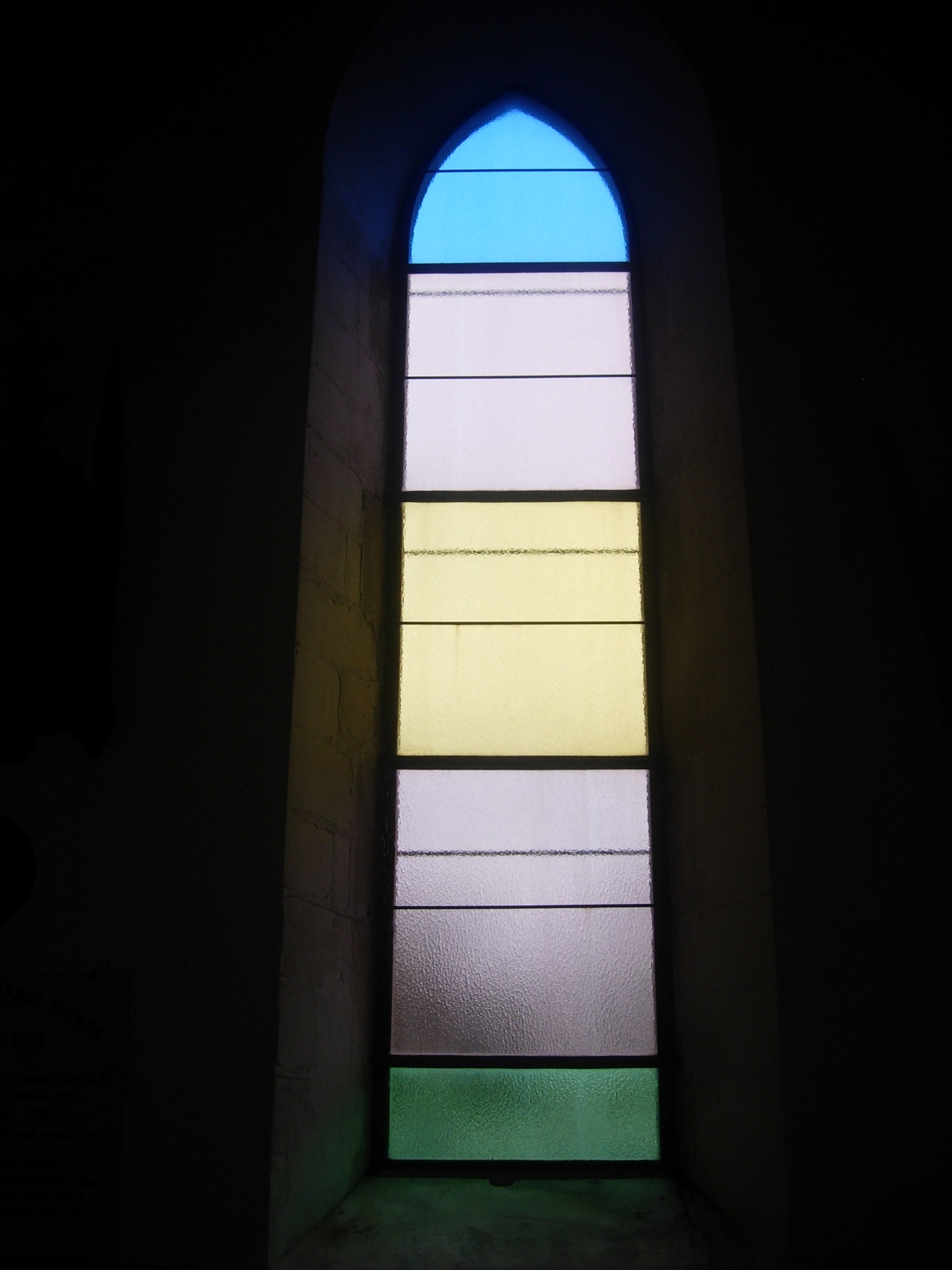
Un vitrail de l'église dédiée à saint Germain.
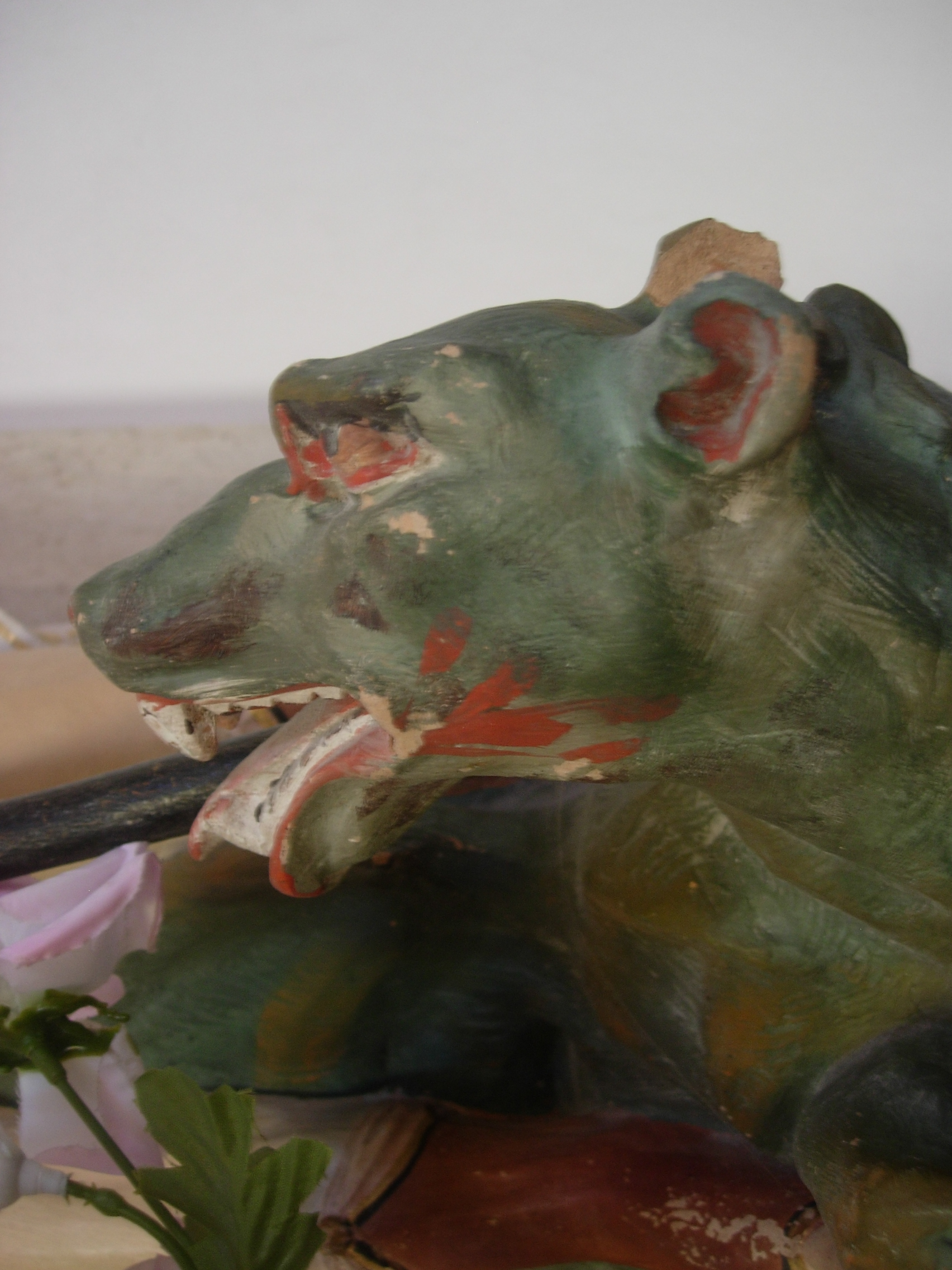
Un détail d'une statue.

Belleville : Église Sainte-Madeleine
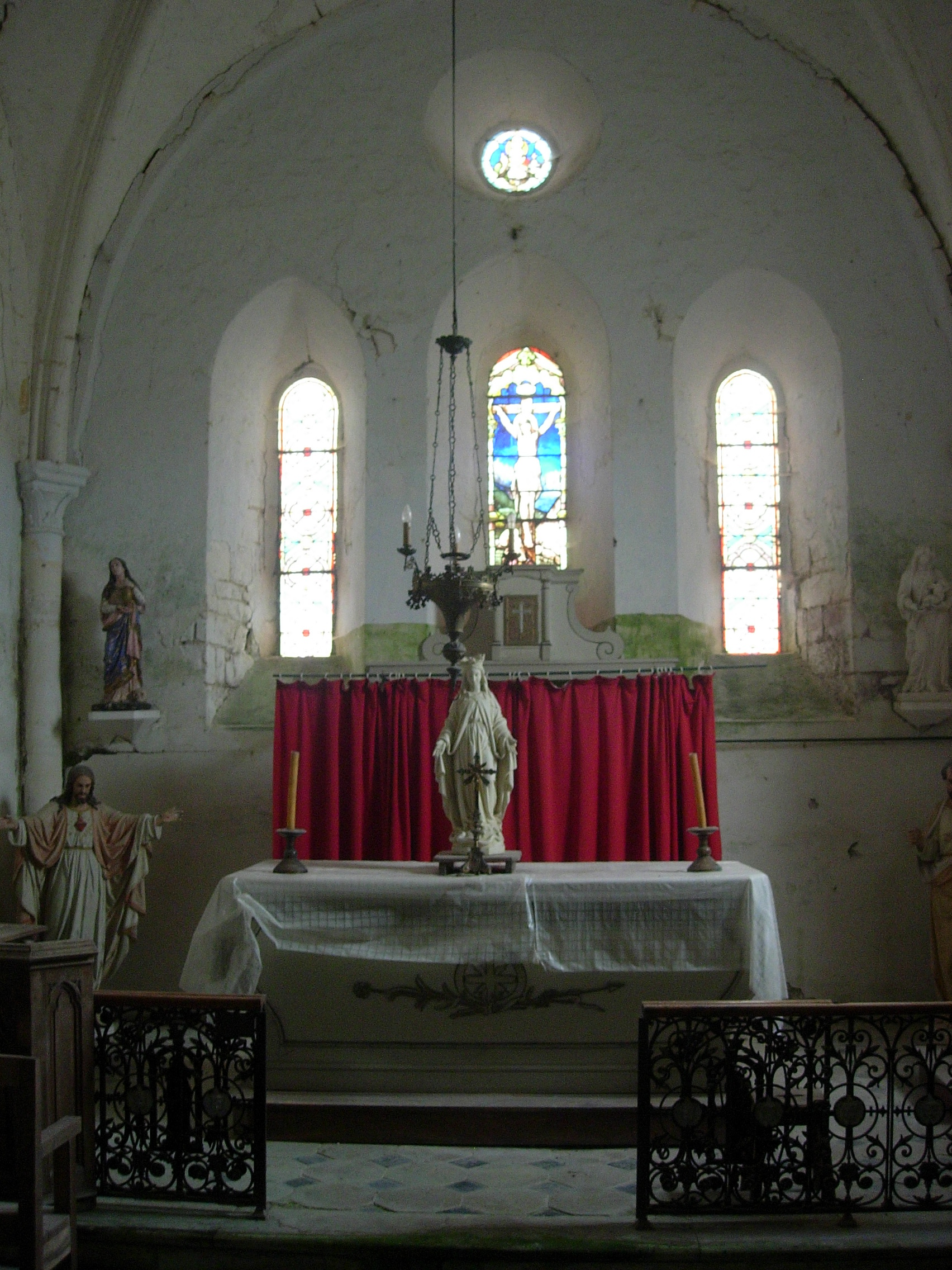
Intérieur de l'église.
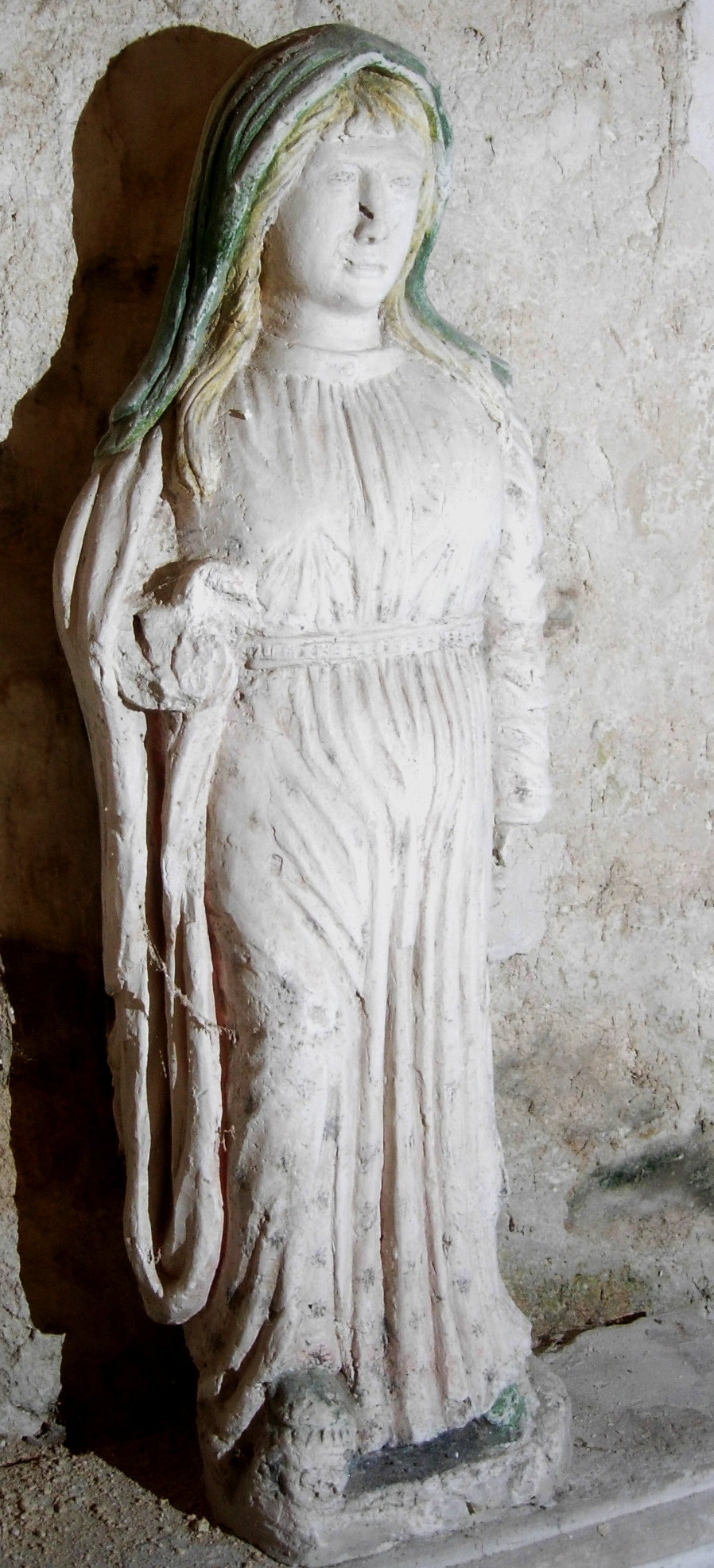
Sainte Catherine.

Prunay-Belleville : le Monument aux morts et la croix de chemin
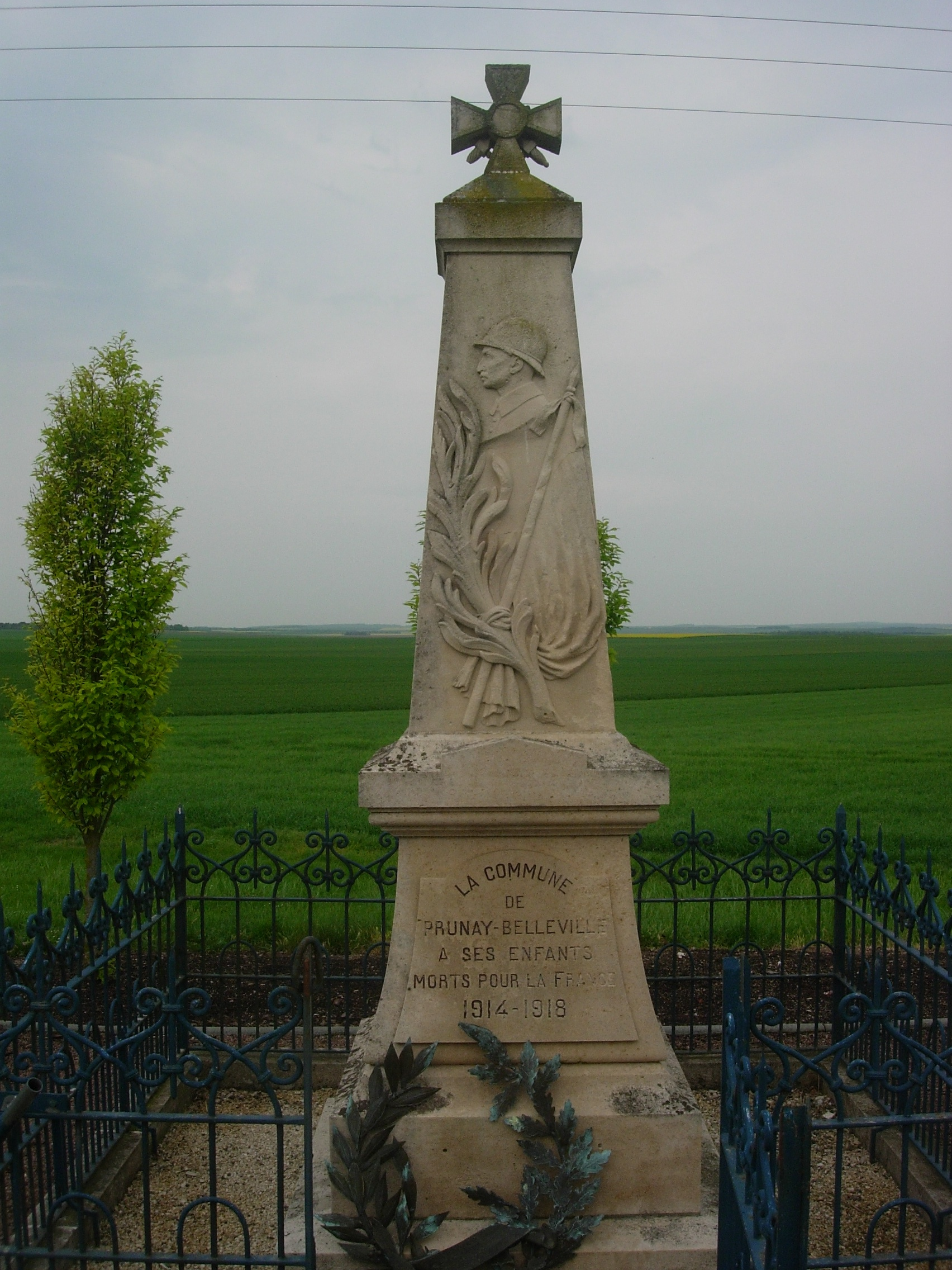
Le monument aux morts de Prunay-Belleville.
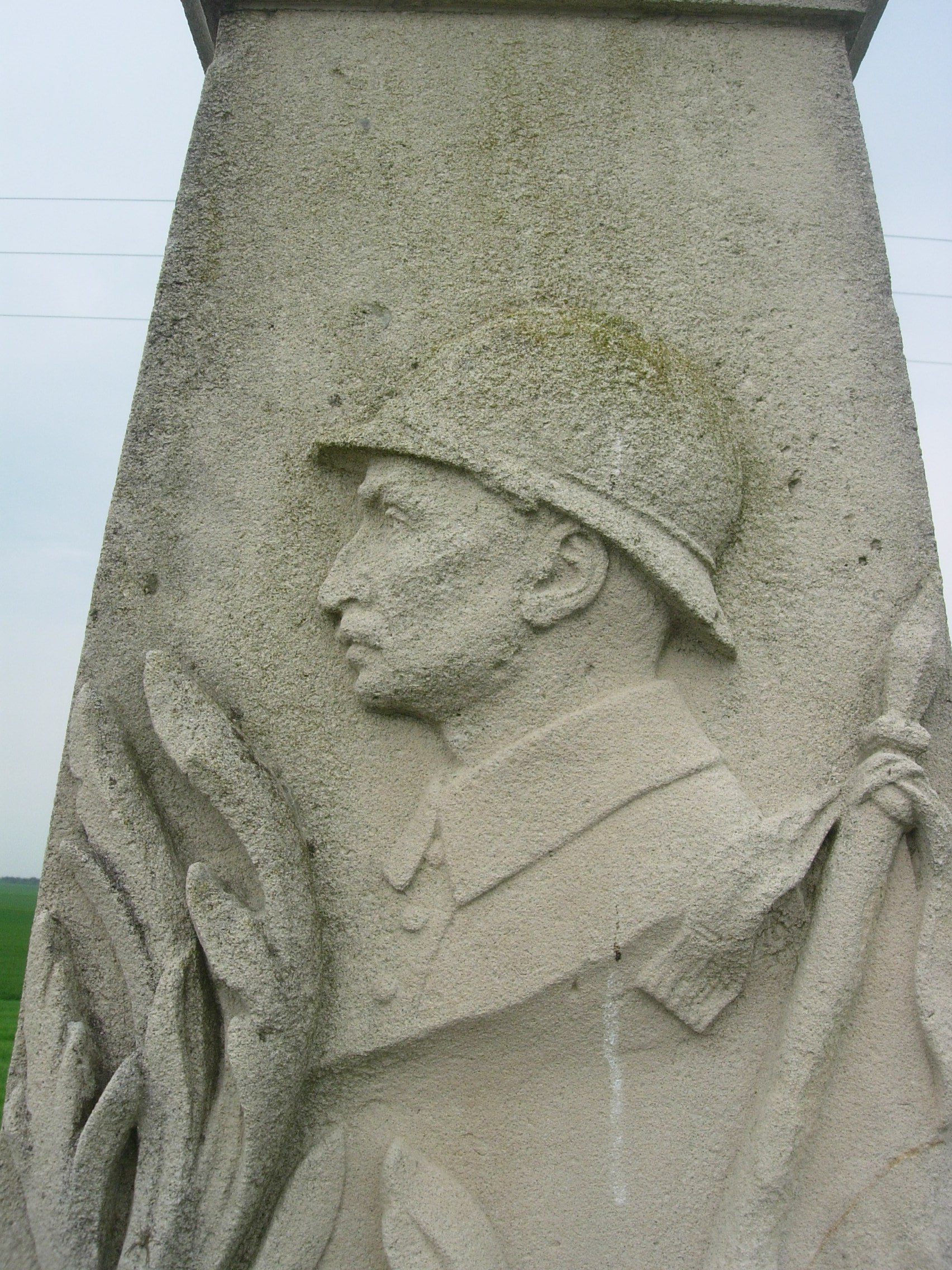
Détail du monument aux morts de Prunay-Belleville.
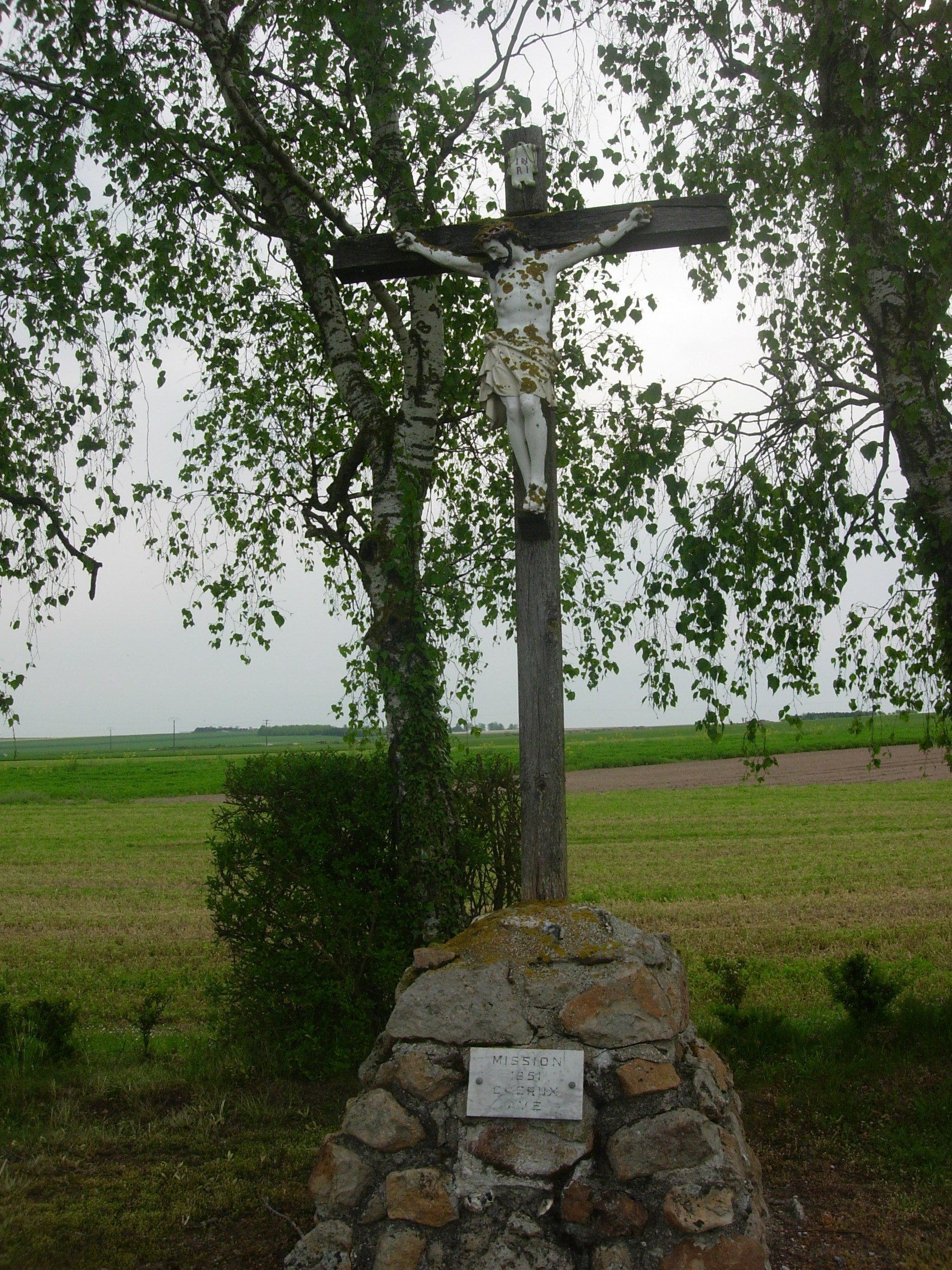
croix de chemin érigée face au monument aux morts.

| Liste des soldats au Monument aux Morts |            |                    |         |            |        |                                                     | |          |             |
| Patronyme                               | né le      | à                  | grade   | Décédé le  | à      | À l'âge de                                          | Cause                                                                                              | Inhumé à | Décorations |
| Bourgis Lucien (Belleville)             | 21/07/1886 | Prunay-Belleville  | ?       | 14/03/1915 | 29 ans | Autun (Hôpital)                                     | Rougeole, bronchite contractée en service                                                          | …        | …           |
| James Edouard (Belleville)              | 17/02/1889 | Avant-les-Marcilly |         | 03/07/1915 | 26 ans | Souchez (Pas-de-Calais)                             | tué à l'ennemi                                                                                     | …        | …           |
| Lebon Jules (Belleville)                | 19/03/1895 | Prunay-Belleville  | Caporal | 16/09/1916 | 21 ans | Hôpital de ? (Somme)                                | suites de blessures de guerre                                                                      | …        | …           |
| Simon André (Prunay)                    | 30/11/1893 | Prunay-Belleville  |         | 27/09/1914 | 21 ans | Fey-en-Haye (Meurthe-et-Moselle)                    | tué à l'ennemi                                                                                     | …        | …           |
| Cossard Denis [Abel Célestin] (Prunay)  | 19/01/1895 | Prunay-Belleville  |         | 22/02/1915 | 20 ans | Hospice de Beaune (Côte-d'Or)                       | Suites de maladies contractées aux armées ("Bronco-pneumonie" selon la fiche militaire)            | …        | …           |
| Vincent Edmond (Prunay)                 | 11/04/1896 | Prunay-Belleville  |         | 14/06/1915 | 19 ans | Hôpital de Nevers                                   | Mort des suites de maladies contractées en service ("angine diphtérique" selon la fiche militaire) | …        | …           |
| Legrand Etienne (Prunay)                | 02/05/1896 | Prunay-Belleville  |         | 24/09/1917 | 21 ans | Petit Monthairon(commune de Les Monthairons (Meuse) | Blessures de guerre                                                                                | …        | …           |